# Garnviken
Garnviken är en småort i Trollhättans kommun. Den är belägen vid Öresjö, 1 mil väster om Trollhättans centrum, och är ett fritidshusområde som kommit att få ökad permanentbefolkning.